# Arachnologie
Ne doit pas être confondu avec Aranéologie.
L’arachnologie est la partie des sciences naturelles consacrée à l'étude des arachnides (comprenant les araignées (araneidae), les scorpions, les opilions (opiliones), les pseudoscorpions, les amblypyges, etc.). Les scientifiques spécialisés en arachnologie s'appellent des arachnologistes, ou des arachnologues.
La branche de l'arachnologie qui traite exclusivement des araignées se nomme l'aranéologie.
Vous pouvez consulter ici une liste d'arachnologistes.

## Domaines d'études
Les disciplines de base de l’arachnologie comprennent la taxonomie (description et dénomination d'une espèce) et la systématique (détermination des relations évolutives des espèces les unes avec les autres). Cette science traite aussi de la biologie des arachnides, c'est-à-dire leur anatomie et physiologie (y compris l'étude de leur venin), mais aussi l’étude de leurs interactions avec les autres êtres vivants et de leur relation avec l'environnement (écologie comportementale), leur répartition dans différentes régions et habitats (biogéographie) et leur comportement (éthologie).
Certains arachnologues étudient notamment l'impact des araignées dans les écosystèmes agricoles, en les utilisant comme agents de lutte biologique des ravageurs agricoles.